# Lago di Campliccioli
Il Lago di Campliccioli o Bacino di Campliccioli è un bacino artificiale in comune di Antrona Schieranco, in provincia del Verbano-Cusio-Ossola. 

## Storia

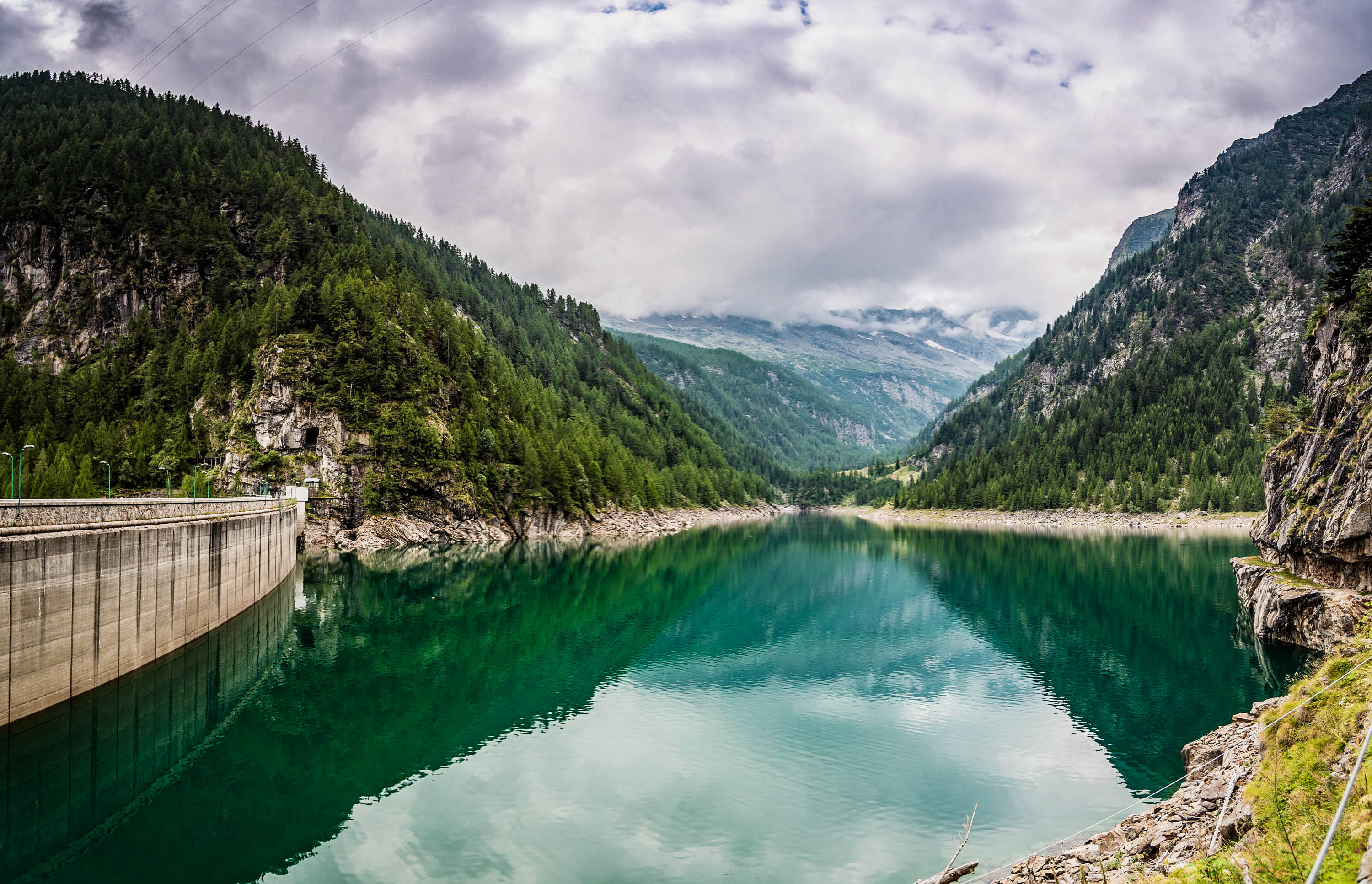
Il lago e la diga

Il lago venne ottenuto sbarrando il torrente Troncone. La diga fu edificata tra il 1924 e il 1928, è alta 70 metri (nel suo punto di massima altezza) ed è lunga 278 metri. Ha una capacità massima di 9.150.000 m3. Le acque del bacino alimentano la centrale idroelettrica di Rovesca. Sulle sponde del lago si trova la centrale idroelettrica di Campliccioli che sfrutta le acque dei laghi artificiali Cingino e Camposecco.

## Caratteristiche
Il lago si trova ad una quota di 1352 m, alla testata della Valle Antrona; una pista sterrata lo collega al sottostante Lago di Antrona. Nei pressi dello specchio d'acqua si trova l'omonima stazione meteorologica.